# 14 Brygada Zmechanizowana
14 Brygada Zmechanizowana im. Bohaterów Westerplatte (14 BZ) – dawny związek taktyczny wojsk zmechanizowanych Sił Zbrojnych RP

## Formowanie i zmiany organizacyjne
Brygadę sformowano w 1995 na bazie rozformowywanego 100 Pułku Zmechanizowanego. Wchodziła w skład 16 Dywizji Zmechanizowanej. W wyniku kolejnych zmian restrukturyzacyjnych w Wojsku Polskim w 2000 brygadę rozformowano. Jej miejsce w 16 Dywizji Zmechanizowanej zajęła 20 Brygada Zmechanizowana z rozwiązanej 15 Dywizji Zmechanizowanej.
Sztandar 14 BZ przekazany został do Muzeum Wojska Polskiego w Warszawie.

## Struktura organizacyjna
- dowództwo i sztab
- batalion dowodzenia
- 3 bataliony zmechanizowane
- batalion czołgów
- batalion piechoty zmotoryzowanej
- dywizjon artylerii
- dywizjon artylerii przeciwpancernej
- dywizjon artylerii przeciwlotniczej
- kompania rozpoznawcza
- kompania saperów
- kompania zaopatrzenia
- kompania remontowa
- kompania medyczna

Uzbrojenie: bojowe wozy piechoty BWP-1, czołgi T-55AM Merida, haubice samobieżne 2S1 Goździk, armaty przeciwlotnicze ZU-23-2, opancerzone samochody rozpoznawcze BRDM-2

## Dowódcy brygady
- ppłk Ryszard Sorokosz (1994–1995)
- ppłk Wojciech Pawłesa (1995–1997)
- ppłk Wojciech Grabowski (1997–2000)

## Przekształcenia
1 Warszawski Pułk Czołgów → 1 Warszawska Brygada Pancerna im. Bohaterów Westerplatte → 1 Warszawski Pułk Czołgów → 100 Pułk Zmechanizowany → 14 Brygada Zmechanizowana